# تايلور فوز
تايلور فوز هو لاعب هوكي الجليد كندي، ولد في 28 سبتمبر 1991 في كالغاري في كندا.

## وصلات خارجية
- تايلور فوز على موقع دوري الهوكي الوطني (الإنجليزية)
- تايلور فوز على موقع EliteProspects.com (الإنجليزية)
- تايلور فوز على موقع HockeyDB.com (الإنجليزية)